# Irache Quintanal Franco
Irache Quintanal Franco (Reus, 18 de setembre de 1978) ha estat una esportista que ha competit en atletisme, especialitzada en proves de llançament. L'especialitat en que ha desenvolupat les seves qualitats és el llançament de pes. Ha obtingut un total de 31 podis i 9 títols en campionats d'Espanya.
Va ser Campiona d'Espanya de llançament de pes, tant a l'aire lliure com en pista, en quatre (2002, 2003, 2004 i 2007) i dues ocasions (2003 i 2007), respectivament, a més de campiona d'Espanya de llançament de disc el 2004, 2006 i 2007. Durant la celebració del Criterium Josep Campmany al juliol de 2007, es va convertir en la nova plusmarquista d'Espanya de llançament de pes en superar en tres centímetres —18,2 metres— l'anterior rècord, que ostentava Martina de la Puente des de 1999.
Va participar en els Jocs Olímpics d'Atenes 2004 i Pequín 2008, on va ser l'única representant femenina d'Espanya en la prova de pes. En totes dues convocatòries no va superar la ronda classificatòria, amb un llançament de 15,99 metres —29a posició— a Atenes i tres nuls a Pequín.
Al juliol de 2017, en retirar-se de la competició, va rebre un homenatge de l'atletisme espanyol a l'Estadi Serrahima de Barcelona.

## Palmarès
Campiona de Catalunya
- Llançament de pes: 1996, 1997, 1998, 2000, 2001, 2002, 2003, 2004, 2005, 2006, 2007, 2008, 2009, 2010, 2011, 2012, 2013, 2017
- Llançament de disc: 1998, 2000, 2001, 2002, 2004, 2005, 2006, 2007, 2008, 2009, 2010, 2011, 2012, 2013

Campiona d'Espanya
- Llançament de pes: 2002, 2003, 2004, 2007
- Llançament de disc: 2004, 2006, 2007, 2009, 2010